# باري زوكرمان
باري زوكرمان (بالإنجليزية: Barry Zuckerman)‏ هو كاتب أمريكي، ولد في 1946.